# スタッド・トゥールーザン
スタッド・トゥールーザン（仏: Stade Toulousain）は、フランスのトゥールーズに本拠地を置くラグビーユニオンクラブである。スタジアムはスタッド・エルネスト＝ワロン。フランス1部リーグ・トップ14に所属。通称はトゥールーズ（Toulouse）。

## 概要
世界クラブ選手権・優勝2回、ヨーロピアンチャンピオンズカップ・優勝6回、フランス選手権・優勝24回（いずれも史上最多）を誇る強豪であり、トゥールーズはフランスを代表するラグビーの町として知られている。
首都パリのクラブであるスタッド・フランセ・パリとのナショナルダービーはラグビーのみならずフランスのスポーツ界全体でもっとも観客を集める一戦となっている。
マスコットは、ライオンのOvalion。

## タイトル

### 国内タイトル
- フランス選手権（現・トップ14）
  - 優勝 24回：1912, 1922, 1923, 1924, 1926, 1927, 1947, 1985, 1986, 1989, 1994, 1995, 1996, 1997, 1999, 2001, 2008, 2011, 2012, 2019, 2021, 2023, 2024, 2025
  - 準優勝 8回：1903, 1909, 1921, 1969, 1980, 1991, 2003, 2006

- シャランジュ・イヴ・デュ・マノワール（Challenge Yves du Manoir）
  - 優勝 4回：1934, 1988, 1993, 1995
  - 準優勝 2回：1971, 1984

- クープ・ドゥ・フランス（Coupe de France）
  - 優勝 4回：1946, 1947, 1984, 1998
  - 準優勝 2回：1949, 1985

- クープ・ドゥ・レスペランス（Coupe de l'Espérance）
  - 優勝 1回：1916
  - 準優勝 1回：1917

### 国際タイトル
- ヨーロピアンチャンピオンズカップ
  - 優勝 6回：1996, 2003, 2005, 2010, 2021, 2024
  - 準優勝 2回：2004, 2008

- 世界クラブ選手権（Toulouse International Masters）
  - 優勝 2回：1986, 1990

## スコッド
2024-25シーズンのスコッド（2024年9月現在）
| フッカー - ギヨーム・クラモント(Guillaume Cramont) - ジュリアン・マルシャン - ペアト・モーヴァカ プロップ - デイビッド・アイヌウ - ドリアン・アルデゲーリ - シリル・バイユ - ネポ・ラウララ - ジョエル・メークレー - ロドリゲス・ネティ ロック - リッチー・アーノルド - ジョシュア・ブレンナン(Joshua Brennan) - ティボー・フランマン - エマヌエル・メアフォー - クレメント・バージ(Clément Vergé) | フランカー/No.8 - レオ・バノス(Léo Banos) - マティアス・カストロ＝フェレイラ(Mathis Castro-Ferreira) - フランソワ・クロス - アントニー・ジェロンチ - テオ・ヌタマック - アルバン・プラシネス(Alban Placines) - アレクサンドレ・ローマット - ジャック・ウィリス スクラムハーフ - アントワーヌ・デュポン - ポール・グラウ - 齋藤直人 フライハーフ - ブレア・キングホーン - ロマン・ヌタマック | センター - ピタ・アウキ - ピエール＝ルイ・バラシ - パール・コステス - サンティアゴ・チョコバレス ウイング - エトニア・バイニヴァル(Etonia Bainivalu) - ディミトリ・ドリーブズ - ネルソン・エペー - マティス・レベル フルバック - アンジェ・カプオッツォ - フアン・クルス・マリア - トマ・ラモス |
| | | |
| はキャプテン。 | | |

## 歴代所属選手
- フレデリック・ミシャラク（フランス代表）1998-2007,2008-2011
- セドリック・エマンス（フランス代表）2001-2011
- ジャン＝バチスト・エリサルド（フランス代表）2002-2010
- ヤニック・ジョジオン（フランス代表）2002-2013
- ヤニック・ニヤンガ（フランス代表）2005-2015
- ティエリー・デュソトワール（フランス代表）2006-2017
- ダヴィド・スクレラ（フランス代表）2008-2011
- ヨアン・マエストリ（フランス代表）2009-2018
- センスス・ジョンストン（サモア代表）2009-2017
- ルイ・ピカモール（フランス代表）2009-2016
- ルペニ・ザウザウニブカ（フランス代表）2010-2011
- ビリモニ・デラサウ（フィジー代表）2010-2012
- ルーク・マカリスター（ニュージーランド代表）2011-2017
- ルーク・バージェス（オーストラリア代表）2011-2013
- リオネル・ボクシス（フランス代表）2011-2014
- ポール・ペレズ（サモア代表）2012-2018
- クリストファー・タロフュア（フランス代表）2012-2017
- ジャバ・ブレグヴァゼ（ジョージア代表）2012-2014
- ヤクーバ・カマラ（フランス代表）2013-2017
- ガエル・フィクー（フランス代表）2013-2018
- アカプシ・ンゲラ（フィジー代表）2014
- イマノル・アリノルドキ（フランス代表）2014-2016
- コーリー・フリン（ニュージーランド代表）2014-2016
- セミ・クナタニ（フィジー代表）2015-2018
- ウィレム・アルバーツ（南アフリカ代表）2015-2019
- リッチー・グレイ（スコットランド代表）2016-2020
- ピウア・ファアサレレ（サモア代表）2016-2019
- レオナルド・ギラルディーニ（イタリア代表）2018-2019
- ヴェルナー・コック（7人制南アフリカ代表）2019-2020
- サム・マタビシ（フィジー代表）2019
- 日野剛志（日本代表）2019
- ヨアン・ユジェ（フランス代表）2005-2008,2012-2021
- チェスリン・コルビ（南アフリカ代表）2017-2021
- ジェローム・カイノ（ニュージーランド代表）2018-2021
- ロリー・アーノルド（オーストラリア代表）2019-2022
- ジョー・テコリ（サモア代表）2013-2022
- マクシム・メダール（フランス代表）2004-2022
- チャーリー・ファウムイナ（ニュージーランド代表）2017-2023
- ティム・ナナイ＝ウィリアムズ（サモア代表）2021-2023
- ソフィアン・ギトゥーヌ（フランス代表）2016-2023
- メルヴィン・ジャミネ（フランス代表）2022-2023
- 齋藤直人（日本代表）2024-

## 歴代監督
- Parrain : Vincent Clerc